# Tadeusz Dorda

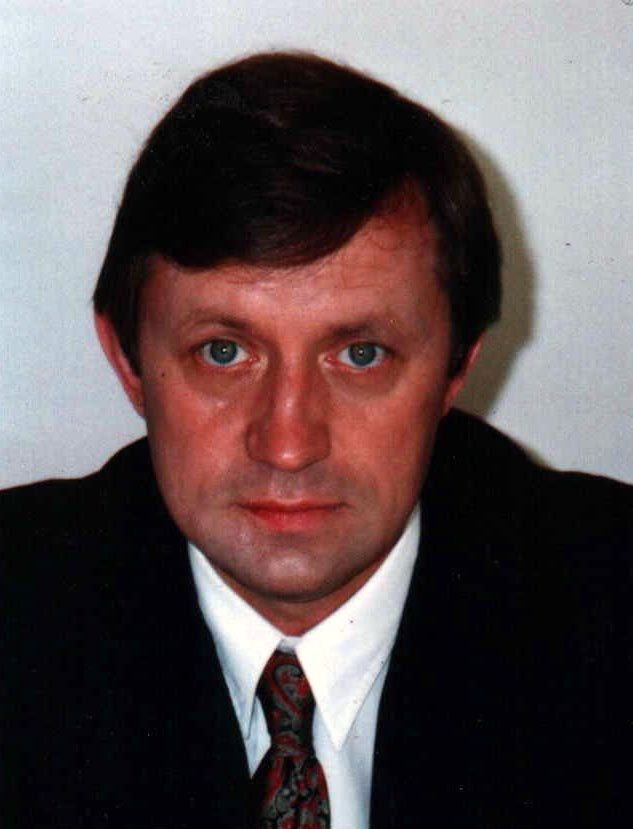
Tadeusz Dorda, 1995 r.

Tadeusz Dorda (ur. 1951 w Cieszynie) – przedsiębiorca, prezes Peacock Corporation (a poprzez to od 2003 większościowy akcjonariusz Podlaskiej Wytwórni Wódek "Polmos" S.A. w Siedlcach). Posiada absolutorium Politechniki Warszawskiej oraz tytuł MBA London Business School. Karierę zawodową rozpoczął w dziale międzynarodowego marketingu w EMI Medical w Windsorze. Następnie objął kierownictwo działu wschodnio-europejskiego w amerykańskiej firmie konsultingowej H.B. Maynard & Co. w Londynie. W latach 2001–2004 był członkiem zarządu Polmosu Żyrardów Sp. z o.o.
Inicjator projektu wylansowania polskich wódek Chopin i Belvedere na rynku amerykańskim. Dzięki jego staraniom i przy jego udziale wódki te osiągnęły status najbardziej luksusowych wódek na świecie. Historia sukcesu dwóch polskich trunków weszła do amerykańskich podręczników marketingu. W książce „Trading Up. The New American Luxury”, analizującej skłonność amerykańskich konsumentów do sięgania po towary z coraz wyższych półek, autorzy Michael Silverstein i Neil Fiske poświęcili Belvedere i Chopinowi osobny rozdział.
W grudniu 2002 został odznaczony Złotym Krzyżem Zasługi za wkład w rozwój przedsiębiorczości i eksportu.
Od czerwca 2003 wiceprezydent Konfederacji Pracodawców Polskich, odpowiedzialny za kontakty międzynarodowe organizacji. Z ramienia pracodawców reprezentuje Polskę w Komitecie Ekonomiczno-Społecznym Unii Europejskiej, członek sekcji Rolnictwa, Rozwoju Wsi i Ochrony Środowiska oraz Sekcji ds. Jednolitego Rynku, Produkcji i Konsumpcji.